# Panellinios BC
El Panellinios BC és la secció de bàsquet de la societat poliesportiva Panellínios Gimnastikòs Síllogos d'Atenes. Va ser fundada el 1929. El Panellinios ha estat campió de la Lliga grega 6 vegades.
A principis de la dècada de 1950, l'equip es deia "Els cinc daurats" ("Chrysi Pentada" en grec), o "Els cinc fabulosos". Van dominar no només el bàsquet grec, sinó també el bàsquet europeu. El conjunt també va encapçalar la selecció de bàsquet grec dels Jocs Olímpics d'Estiu de 1952.

## Palmarès
- Lligues gregues
  - Campions (6): 1928–29, 1938–39, 1939–40, 1952–53, 1954–55, 1956–57
  - Finalistes (4): 1934–35, 1949–50, 1950–51, 1953–54
- Copes gregues
  - Finalistes (1): 1986–87